# San Cosme Atlamaxac
San Cosme Atlamaxac är en ort i Mexiko.   Den ligger i kommunen Tepeyanco och delstaten Tlaxcala, i den sydöstra delen av landet, 100 km öster om huvudstaden Mexico City. San Cosme Atlamaxac ligger 2 248 meter över havet och antalet invånare är 2 364.
Terrängen runt San Cosme Atlamaxac är platt åt nordväst, men åt sydost är den kuperad. Runt San Cosme Atlamaxac är det mycket tätbefolkat, med 1 632 invånare per kvadratkilometer. Närmaste större samhälle är Zacatelco, 2,9 km sydväst om San Cosme Atlamaxac. I omgivningarna runt San Cosme Atlamaxac växer huvudsakligen savannskog.